# Île Nendiale
L’île Nendiale est un îlot de Nouvelle-Calédonie appartenant administrativement à Poum.